# Newton Faulkner
Sam Newton Battenberg Faulkner (* 11. Januar 1985 in Reigate, Surrey) ist ein britischer Sänger und Songwriter.
Er ist bekannt für sein Gitarrenspiel, das sich durch perkussives Spiel auf dem Gitarrenkorpus und ungewöhnliche Zupftechniken auszeichnet.

## Leben
Faulkner besuchte eine private Grundschule namens Hawthorns in Bletchingley bei Reigate. Mit 13 Jahren begann er nach Versuchen auf Schlagzeug und Piano das Gitarrenspiel und besuchte die Italia Conti Academy in London. 1999 ließ er sich seine ihn kennzeichnenden Dreadlocks wachsen. Im Jahre 2001 wechselte er auf die Academy of Contemporary Music in Guildford, an der er zwei Jahre studierte und mit Diplom abschloss. Einen weiterführenden Diplomstudiengang absolvierte Faulkner unter seinem Mentor Eric Roche.
Seine erste Band war eine Green Day-Cover-Band, in der er Bassgitarre spielte. Seine Bühnenerfahrung wuchs stetig, vor allem als er mit seinen Freunden Matt Buchanan, Dave Elvy und Nicola Crawshaw seine Band Half a Guy gründete, eine Funk-Rock-Gruppe mit eigensinnigem Stil. Die Band existierte zwei Jahre und nahm zwei Demo-CDs auf. Danach arbeitete er im Studio und spielte unter seinem Namen Newton Battenberg Faulkner mehrere Konzerte, unter anderem auf dem Lapagestock-Festival am 11. Juni 2005 in Brent Knoll, Somerset. Außerdem wurde sein Titel Take Back Teil des Soundtracks zu TrackMania Sunrise, das im April 2005 erschien.
Faulkner feierte die größten Erfolge in England. Auftritte im BBC Radio 2 sowie ein Vertrag mit Peermusic UK verhalfen dem Songwriter zu medialer Aufmerksamkeit. 2006 trat Faulkner auf dem South-by-Southwest-Musikfestival und 2007 auf dem Guilfest auf. Anschließend unterzeichnete Faulkner bei der Plattenfirma Sony BMG einen Plattenvertrag und veröffentlichte am 30. Juli 2007 sein Debütalbum Hand Built by Robots.
2010 trat er beim T in the Park-Festival in Kinross, Schottland auf, wo auch die Aufnahmen für You instead entstanden. Außerdem war Newton Support-Künstler für die Touren einiger bekannter Künstler wie James Morrison, Paolo Nutini, John Mayer, John Butler Trio und Amy Macdonald.

## Stil
Vor allem bei Live-Auftritten kommt sein ungewöhnliches Gitarrenspiel in vollem Umfang zur Geltung. „Beim Tapping“, beschreibt Faulkner seine Vorgehensweise, „stößt man mit der Zupfhand ziemlich hart auf die Saiten. Man kann auf beiden Seiten der Saiten Töne erzeugen. Bei einigen Bünden funktioniert das extrem gut – man bekommt zwei Noten, die miteinander harmonieren. Es klingt dann nach mehr, als tatsächlich gespielt wird. Man kann beiden Saiten der Gitarre Töne entlocken“.

## Diskografie

### Alben
- Hand Built by Robots (2007; Columbia, Sony BMG)
- Rebuilt by Humans (2009; Columbia, Sony Music)
- Write It on Your Skin (2012; Columbia, Sony Music)
- Studio Zoo (2013; Ugly Truth)
- Human Love (2015; BMG Rights Management)
- Hit the Ground Running (2017, Battenberg)

### Singles
- Dream Catch Me (2007; Columbia, Sony BMG)
- Teardrop (2007)
- All I Got (2007)
- I Need Something (2008)
- Gone in the Morning (2008)
- If This Is It (2009)
- Over and Out (2009)
- Let’s Get Together (2009)
- I Hate Mondays (2010)
- Write It on Your Skin (2012)
- Clouds (2012)
- Losing Ground (2013)
- Indecisive (2013)
- Get Free (2015)
- Up Up and Away (2015)
- Hit the Ground Running (2017)

## Auszeichnungen für Musikverkäufe
| Goldene Schallplatte - Irland - 2007: für das Album Hand Built by Robots - Australien - 2010: für das Album Rebuilt by Humans Platin-Schallplatte - Australien - 2009: für das Album Hand Built by Robots | 2× Platin-Schallplatte - Australien - 2010: für die Single Dream Catch Me |

Anmerkung: Auszeichnungen in Ländern aus den Charttabellen bzw. Chartboxen sind in ebendiesen zu finden.
| Land/RegionAuszeichnungen für Musikverkäufe (Land/Region, Auszeichnungen, Verkäufe, Quellen) | Silber  | Gold     | Platin     | Verkäufe  | Quellen        |
| -------------------------------------------------------------------------------------------- | ------- | -------- | ---------- | --------- | -------------- |
| Australien (ARIA)                                                                            | —       | Gold1    | 3× Platin3 | 245.000   | aria.com.au    |
| Irland (IRMA)                                                                                | —       | Gold1    | —          | 7.500     | irishcharts.ie |
| Vereinigtes Königreich (BPI)                                                                 | Silber1 | Gold1    | 3× Platin3 | 1.360.000 | bpi.co.uk      |
| Insgesamt                                                                                    | Silber1 | 3× Gold3 | 6× Platin6 |           |                |

## Filmografie
- 2010: Relentless Boardmasters (Fernsehserie, eine Episode)
- 2011: Rock in the Park (You Instead)